# وینگز آو لبنان
وینگز آو لبنان (به انگلیسی: Wings of Lebanon) یک شرکت هواپیمایی با کد یاتا W7* است.
دفتر مرکزی وینگز آو لبنان در بیروت، لبنان واقع شده‌است و قطب این شرکت هواپیمایی در فرودگاه بین‌المللی رفیق حریری بیروت قرار دارد و به ۱۱ مقصد، پرواز مستقیم انجام می‌دهد.